# Stanisław Malec (wojewoda szczeciński)
Stanisław Malec (ur. 20 maja 1931 w Nowym Sączu, zm. 24 stycznia 2025) – polski działacz partyjny i państwowy, wojewoda szczeciński (1982–1990).

## Życiorys
W 1954 ukończył studia na Wydziale Budownictwa Wodnego Politechniki Gdańskiej. Pracował jako wicedyrektor Przedsiębiorstwa Robót Czerpalnych i Podwodnych w Szczecinie (1954–1964), dyrektor Szczecińskiego Przedsiębiorstwa Budownictwa Przemysłowego (1964–1969), Przedsiębiorstwa Przemysłu Budownictwa Rolnego (1970–1979) oraz Szczecińskiego Zjednoczenia Budowlanego (1979–1982). W 1982 uzyskał nominację na wojewodę szczecińskiego, urząd pełnił do 1990.
Od 1959 członek PZPR, od 1986 członek Egzekutywy Komitetu Wojewódzkiego PZPR w Szczecinie.

## Odznaczenia
- Krzyżem Komandorski Orderu Odrodzenia Polski
- Złoty Medal „Za Zasługi dla Obronności Kraju”
- Złota Odznaka „Za Zasługi w Ochronie Porządku Publicznego”
- Złota Odznaka „Zasłużony Działacz Kultury Fizycznej”
- Odznaka 20 lat w Służbie Narodu
- Odznaka „Za Zasługi dla Województwa Koszalińskiego”
- Odznaka „Za Zasługi dla Województwa Gorzowskiego”.
- Odznaka Gryfa Pomorskiego
- inne odznaczenia